# Silas Z. Landes
Silas Zephaniah Landes (* 15. Mai 1842 im Augusta County, Virginia; † 23. Mai 1910 in Mount Carmel, Illinois) war ein US-amerikanischer Politiker. Zwischen 1885 und 1889 vertrat er den Bundesstaat Illinois im US-Repräsentantenhaus.

## Werdegang
Silas Landes besuchte die öffentlichen Schulen seiner Heimat. Nach einem anschließenden Jurastudium und seiner 1863 erfolgten Zulassung als Rechtsanwalt begann er in Mount Carmel in diesem Beruf zu arbeiten. Zwischen 1872 und 1884 war er Staatsanwalt im Wabash County. Gleichzeitig schlug er als Mitglied der Demokratischen Partei eine politische Laufbahn ein. Bei den Kongresswahlen des Jahres 1884 wurde Landes im 16. Wahlbezirk von Illinois in das US-Repräsentantenhaus in Washington, D.C. gewählt, wo er am 4. März 1885 die Nachfolge von Aaron Shaw antrat. Nach einer Wiederwahl konnte er bis zum 3. März 1889 zwei Legislaturperioden im Kongress absolvieren. Im Jahr 1888 verzichtete er auf eine weitere Kandidatur.
Nach dem Ende seiner Zeit im US-Repräsentantenhaus arbeitete Landes zunächst als Anwalt in Mount Carmel. Zwischen 1891 und 1897 war er Richter im vierten Gerichtsbezirk von Illinois. Danach praktizierte er erneut als Rechtsanwalt. Er starb am 23. Mai 1910 in Mount Carmel, wo er auch beigesetzt wurde.